# Patrice Caumon
Pour les articles homonymes, voir Caumon.
 (août 2025).
Patrice Caumon, né le 17 avril 1944 à Châteaudun, est un artiste français.

## Biographie
Formé dans sa jeunesse par un peintre espagnol, il continue à pratiquer la peinture pendant sa carrière de professeur de philosophie et de psychopédagogie. Il se passionne notamment pour l'aquarelle.
En 1975, il entre chez Dargaud, l'éditeur de bande dessinée où il a été directeur artistique, avant de passer au journal hebdomadaire Pilote jusqu'en 1987.
Déjà illustrateur et créateur de publicités, Patrice Caumon fonde sa propre agence, Directions graphiques en 1987.
En juin 2006, est émis son premier timbre-poste dessiné pour La Poste pour le centenaire de l'Open de France de golf.
Il est, avec Gérard Mordillat, Henri Cueco, Jacques Jouet, Hervé Le Tellier, Lucas Fournier et d’autres, l'un des « papous » de l’émission de France Culture Des Papous dans la tête, fondée par Bertrand Jérôme et animée par Françoise Treussard.

## Ouvrages collectifs
- Grève de printemps, ill. Michel Guiré-Vaka, Dargaud, 1982
- Les Papous dans la tête, l'anthologie, dir. Bertrand Jérôme et Françoise Treussard, Gallimard, 2007
- Le Dictionnaire des Papous dans la tête, dir. Françoise Treussard, Gallimard, 2007

## Source
- « Dis, l'artiste, dessine-moi le timbre de tes rêves… », entretien publié dans L'Écho de la timbrologie n° 1797, juin 2006, pages 12-13.